# Argathona stebbingi
Argathona stebbingi är en kräftdjursart som beskrevs av Hugo Frederik Nierstrasz 1931. Argathona stebbingi ingår i släktet Argathona och familjen Corallanidae. Inga underarter finns listade i Catalogue of Life.